# جزيرة جيجو
جزيرة جيجو هي جزيرة في مقاطعة جيجو في كوريا الجنوبية. تقع في مضيق كوريا جنوب مقاطعة جولا الجنوبية. وتحتوي الجزيرة على موقع التراث العالمي جزيرة جيجو البركانية وأنابيب الحمم البركانية.
تتمتع جزيرة جيجو بمناخ معتدل حتى في فصل الشتاء، إذ نادرًا ما تنخفض درجة الحرارة عن 0 درجة مئوية (32 درجة فهرنهايت). كما تعد مقصدا سياحيا شهيرا إذ يعتمد جزء كبير من الاقتصاد على السياحة والنشاط الاقتصادي من خلال قاعدتها المدنية البحرية.

## تاريخ
تعتبر مملكة تامنا أقدم نظام سياسي كان معروف في الجزيرة.

### انتفاضة جيجو

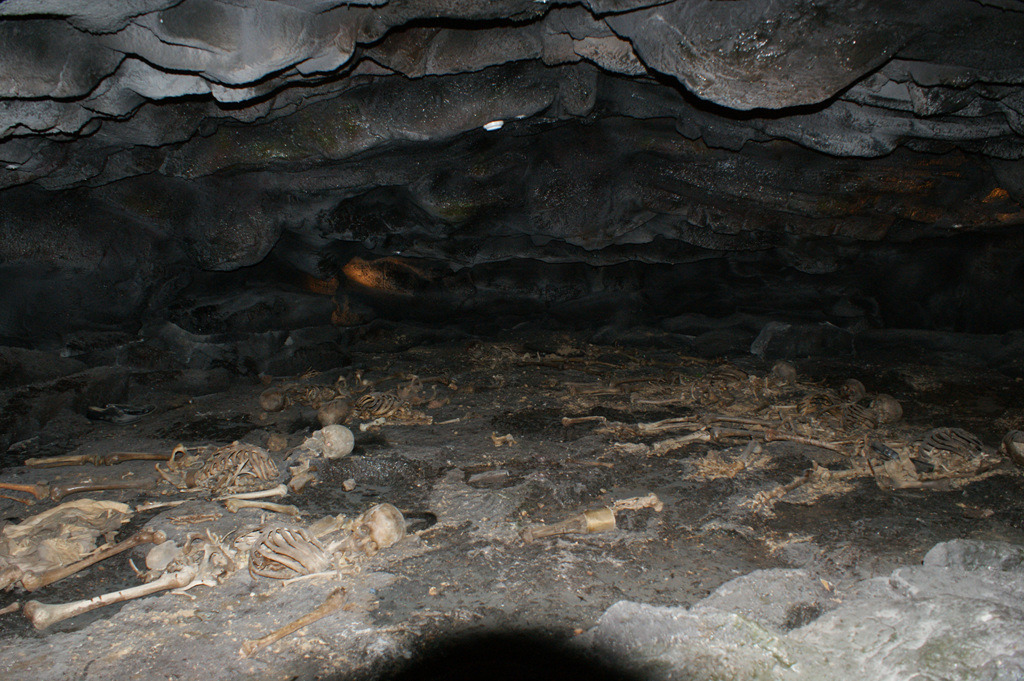
مذبحة دارانشي في جيجو.

من 3 أبريل 1948 إلى مايو 1949، قامت حكومة كوريا الجنوبية بحملة مناهضة للشيوعية لقمع محاولة التمرد في الجزيرة. والتي جاءت كنتاج للانتخابات المصممة من قبل لجنة الأمم المتحدة المؤقتة لكوريا (UNTCOK) والمقرر إجراؤها في 10 مايو 1948 بهدف إنشاء حكومة جديدة لكل كوريا.
تم التخطيط للانتخابات فقط في جنوب البلاد، حيث كان نصف شبه الجزيرة خاضعا لسيطرة لجنة الأمم المتحدة المؤقتة لكوريا. وخوفا من الانقسام الذي ستعززه الانتخابات رد مقاتلي حزب العمال الكوري الجنوبي (SKLP) بعنف، مهاجمين الشرطة المحلية وجماعات الشباب اليمينية المتمركزة في جزيرة جيجو. وكنتيجة لذلك ارتكبت الفظائع من طرف كلا الجانبين، لكن بقيت جرائم قوات الحكومة الكورية الجنوبية الأعنف والأكثر توثيقا. في إحدى المرات، اكتشف الجنود الأميركيون جثث 97 شخصًا قتلوا على يد القوات الحكومية. من ناحية أخرى، واجه الجنود الأمريكيون أجهزة الشرطة وهي تقوم بإعدام 76 قرويًا.
خلال هذه الانتفاضة مات ما بين 14,000 و 30,000 شخص نتيجة للتمرد، أي ما يصل إلى 10% من إجمالي سكان الجزيرة. فيما فرَّ نحو 40000 آخرين إلى اليابان هربًا من القتال. في العقود التالية للانتفاضة، تم قمع وطمس كل تاريخ الانتفاضة من قبل الحكومة تحت طائلة العقاب الصارم. ومع ذلك، في عام 2006، اعتذرت الحكومة الكورية عن دورها في القتل ووعدت بتعويضات اعتبارا من عام 2010، لكنها لم تفي بذلك.
في عام 2008، تم العثور على جثث ضحايا مجزرة في مقبرة جماعية بالقرب من مطار جيجو الدولي.

### زيارة كيم جونغ أون
في 11 نوفمبر 2018، تم الإعلان عن استعدادات للزعيم الكوري الشمالي كم جونغ أون لزيارة جيجو خلال زيارته المقبلة إلى كوريا الجنوبية. سيتم نقل كيم إلى جيجو عن طريق طائرة هليكوبتر. وجاء هذا الإعلان بعد أن تم نقل 200 طن من اليوسفي التي تم حصاده في جيجو إلى كوريا الشمالية كعلامة على هدية التقدير لما يقرب من 2 طن من عيش الغراب من كوريا الشمالية الذي سمح كيم للرئيس الجنوب كوري مون جاي إن باسترجاعه إلى كوريا الجنوبية بعد مؤتمر القمة بين الكوريتين في سبتمبر 2018.

## معرض صور

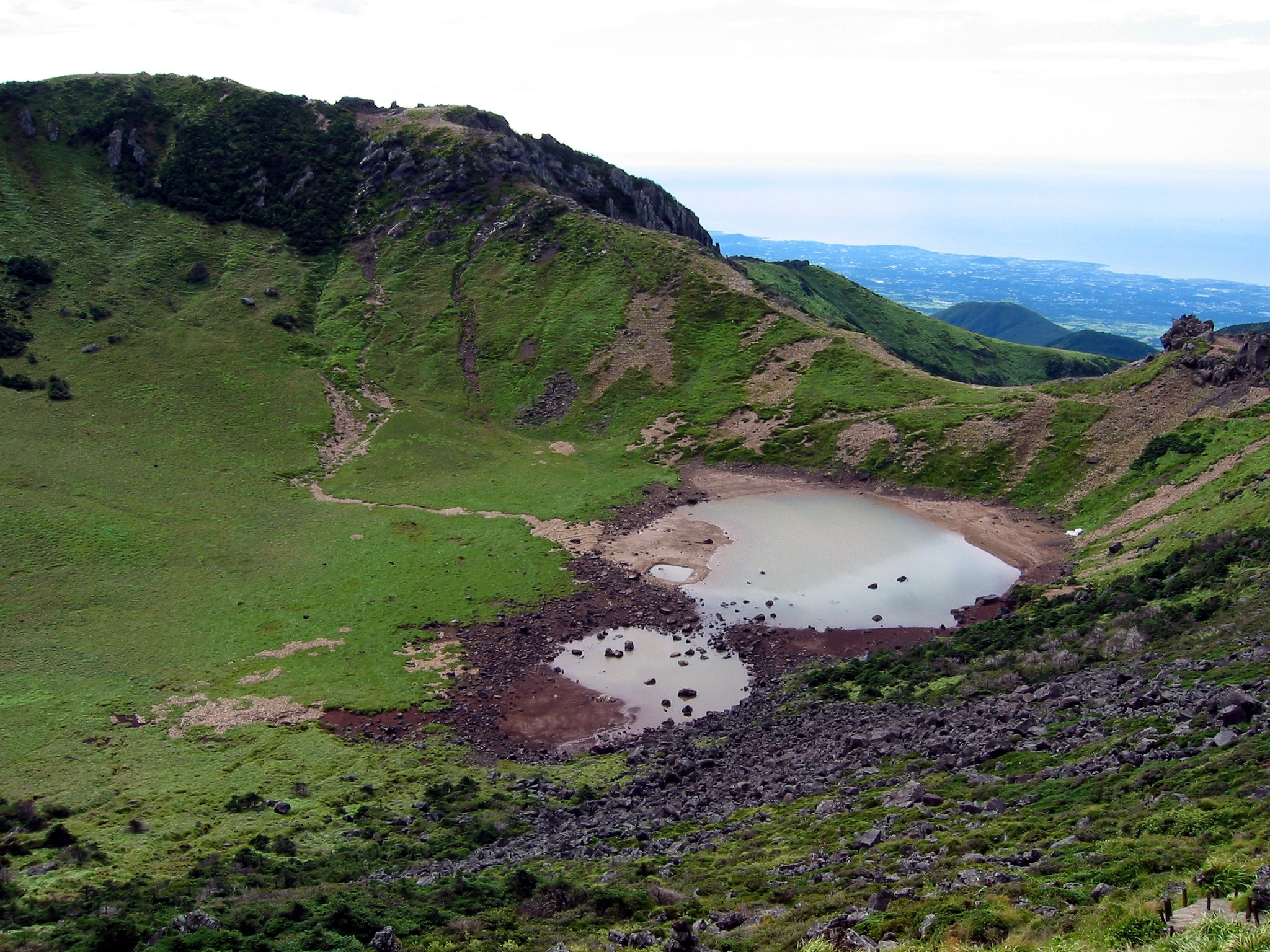
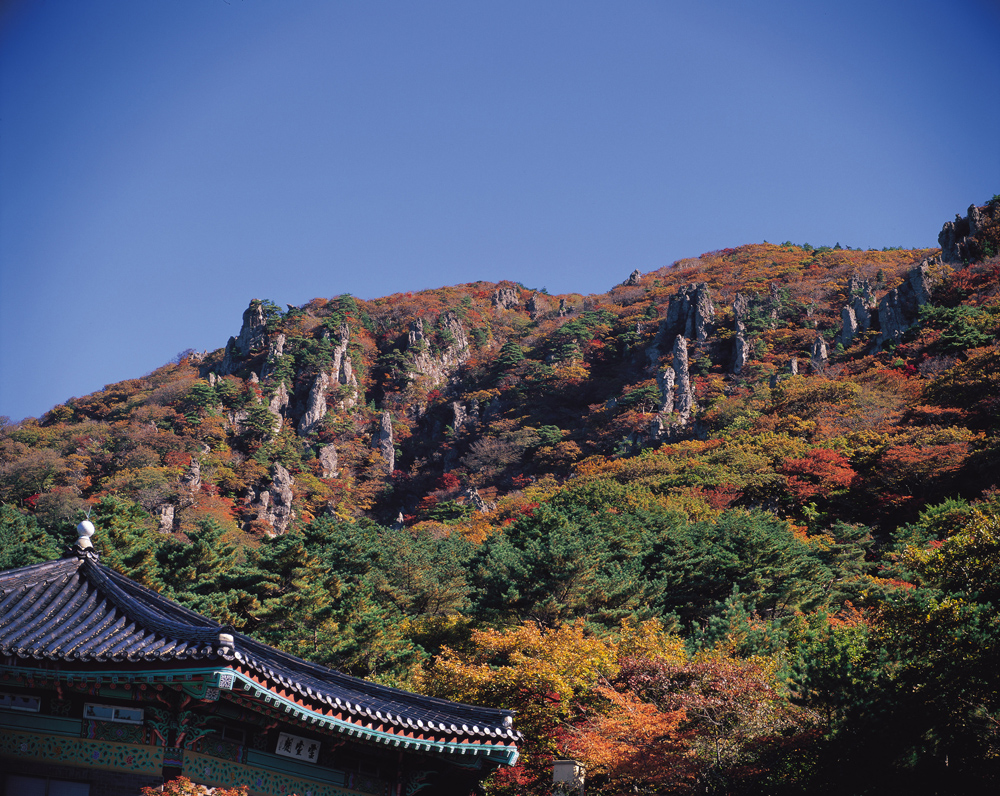
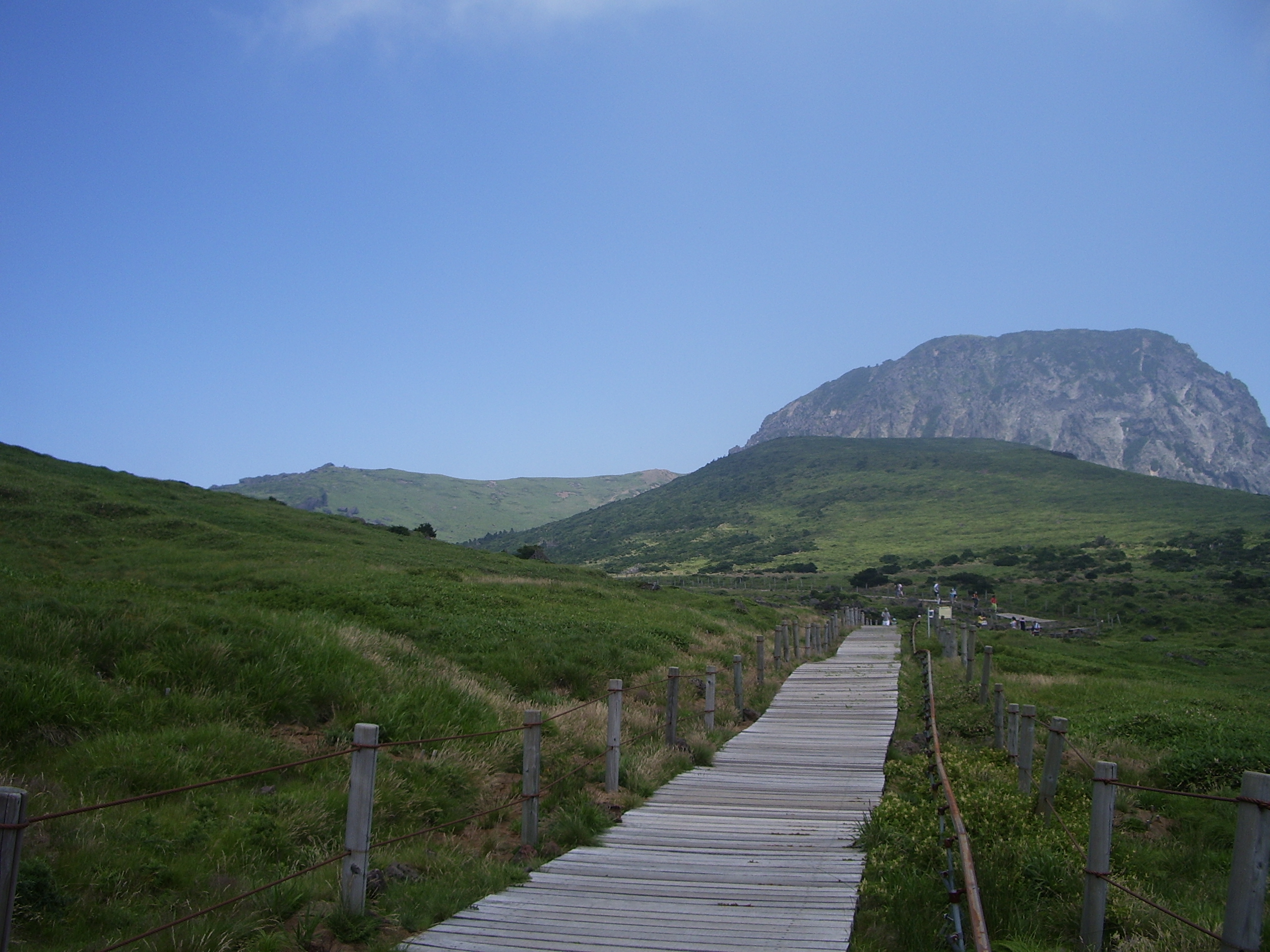